# Тукуманський конгрес
Тукума́нський конгре́с (ісп. Congreso de Tucumán — законодавчі установчі збори Об'єднаних провінцій Південної Америки (нині північ Аргентини, Уругваю і частина території Болівії), що діяли — спочатку в місті Тукуман, а пізніше в Буенос-Айресі — від 1816 до 1820 року. Тукуманський конгрес проголосив незалежність Аргентини (9 липня 1816 року) і прийняв Конституцію Аргентини 1819 року .

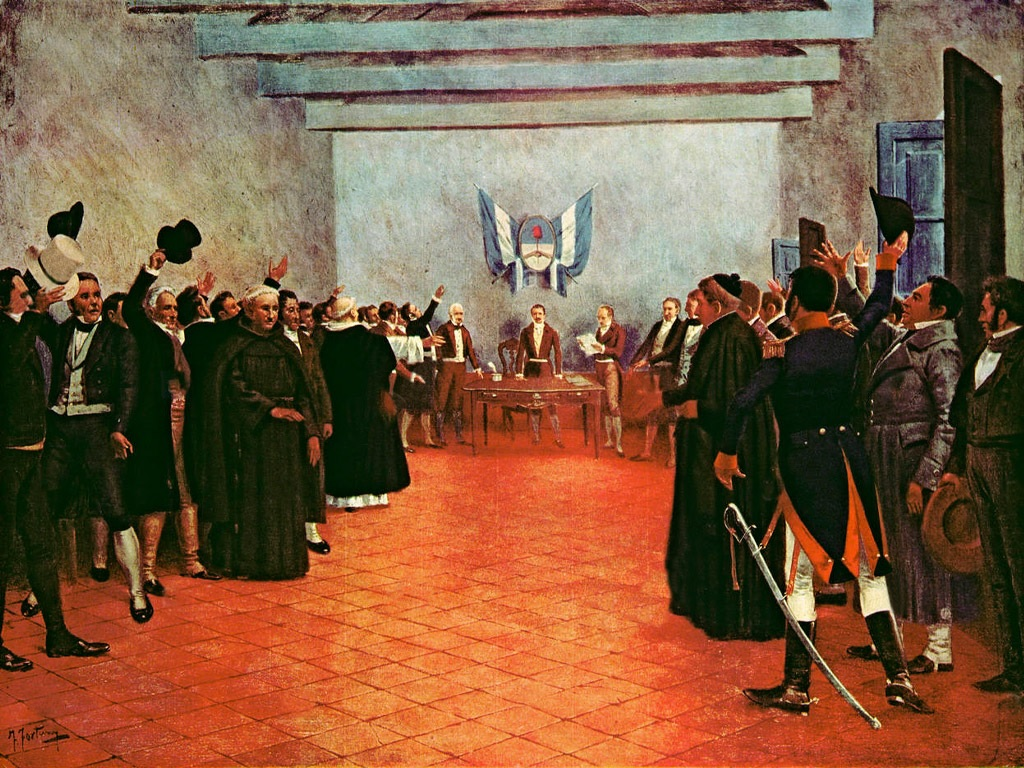

Конгрес виник відповідно до постанови Першої хунти, яка повалила 1810 року владу віцекороля Ла-Плати, від 15 квітня 1815 року, згідно з якою 24 березня 1816 року мало відкритися перше засідання установчих зборів за участю делегатів всіх провінцій колишнього віцекоролівства з розрахунку один представник на 15 000 населення. Перше засідання конгресу відбулося в місті Тукуман в будинку Франсіски Басана де Лагуни.
У перші місяці робота конгресу була вкрай напруженою, його голови постійно змінювалися, прийняти будь-які рішення не виходило. Нарешті, 9 липня, під час головування в конгресі Франсіско Нарсісо де Лапріди, прийнято декларацію незалежності Аргентини. 1817 року конгрес перемістився в Буенос-Айрес, де продовжив збиратися до 11 лютого 1820 року. На початку 1817 року Конгрес ухвалив вважати Уругвай частиною Аргентини, що призвело до зайняття Монтевідео аргентинськими військами. 22 квітня 1819 року було офіційно оприлюднено прийнятий конгресом текст Конституції Аргентини.
Конгрес припинив існування незабаром після битви біля Сепеди між федералістами й унітаристами, перемога перших в якій призвела до громадянської війни.